# Alegeri legislative în Germania de Vest, 1949
În Germania de Vest, au avut loc alegeri legislative federale în 14 august 1949, pentru a alege membrii Bundestagului (camera inferioară a legislativului). Acesta a fost primul scrutin liber efectuată în Germania după venirea la putere a naziștilor și numirea lui Hitler în funcția de cancelar.

## Rezultate
Un număr de membri (2 CDU, 5 SPD, 1 FDP) indirect aleși de către legislația din Berlin nu sunt incluși în totalurile de mai jos. Saarlandul nu a participat la aceste alegeri, fiind sub ocupație și administrație franceză.
| Partid                                        | Lista voturilor | Votul în procente | Total locuri | Locuri în procente |
| --------------------------------------------- | --------------- | ----------------- | ------------ | ------------------ |
| Partidul Social Democrat German (SPD)         | 6,934,975       | 29.2%             | 131          | 32.6%              |
| Uniunea Creștin Democrată Germană (CDU)*      | 5,978,636       | 25.2%             | 115          | 28.6%              |
| Partidul Democratic Liber din Germania (FDP)* | 2,829,920       | 11.9%             | 52           | 12.9%              |
| Uniunea Creștin Democrată din Bavaria (CSU)*  | 1,380,448       | 5.8%              | 24           | 6.0%               |
| Partidul Comunist din Germania (KPD)          | 1,361,706       | 5.7%              | 15           | 3.7%               |
| Partidul Bavaria (BP)                         | 986,478         | 4.2%              | 17           | 4.2%               |
| Grupul German (DP)*                           | 939,934         | 4.0%              | 17           | 4.2%               |
| Partidul Central German (DZP)                 | 727,505         | 3.1%              | 10           | 2.5%               |
| Coaliția pentru Reconstrucția Econimică (WAV) | 681,888         | 2.9%              | 12           | 3.0%               |
| Partidul de dreapta a Germaniei (DRP)         | 391,127         | 1.8%              | 5            | 1.2%               |
| Altele                                        | 1,519,781       | 6.2%              | 4            | 1.0%               |
| Total                                         | 23,732,398      | 100.0%            | 402          | 100.0%             |

*Aceste partide au format o coaliție după alegeri.

## După alegeri
Konrad Adenauer a devenit primul Cancelar, formând o coaliție între CDU/CSU, FDP, și DP.